# Breux
Breux ist eine französische Gemeinde mit 261 Einwohnern (Stand: 1. Januar 2022) im Département Meuse in der Region Grand Est (bis 2015 Lothringen). Sie gehört zum Arrondissement Verdun und zum Kanton Montmédy. Die Einwohner werden Breulots genannt.

## Geografie
Breux liegt etwa 60 Kilometer nördlich von Verdun an der Grenze zu Belgien. Umgeben wird Breux von den Nachbargemeinden Herbeuval und Margny im Nordwesten und Norden, Meix-devant-Virton (Belgien) im Nordosten und Osten, Thonne-la-Long im Südosten, Avioth im Süden, Thonnelle im Südwesten sowie Thonne-le-Thil im Südwesten und Westen.

## Bevölkerungsentwicklung
| Jahr                       | 1962 | 1968 | 1975 | 1982 | 1990 | 1999 | 2006 | 2011 | 2019 |
| Einwohner                  | 268  | 250  | 193  | 163  | 160  | 178  | 239  | 262  | 263  |
| Quellen: Cassini und INSEE |      |      |      |      |      |      |      |      |      |

## Sehenswürdigkeiten
- Kirche Saint-Rémi aus dem 19. Jahrhundert

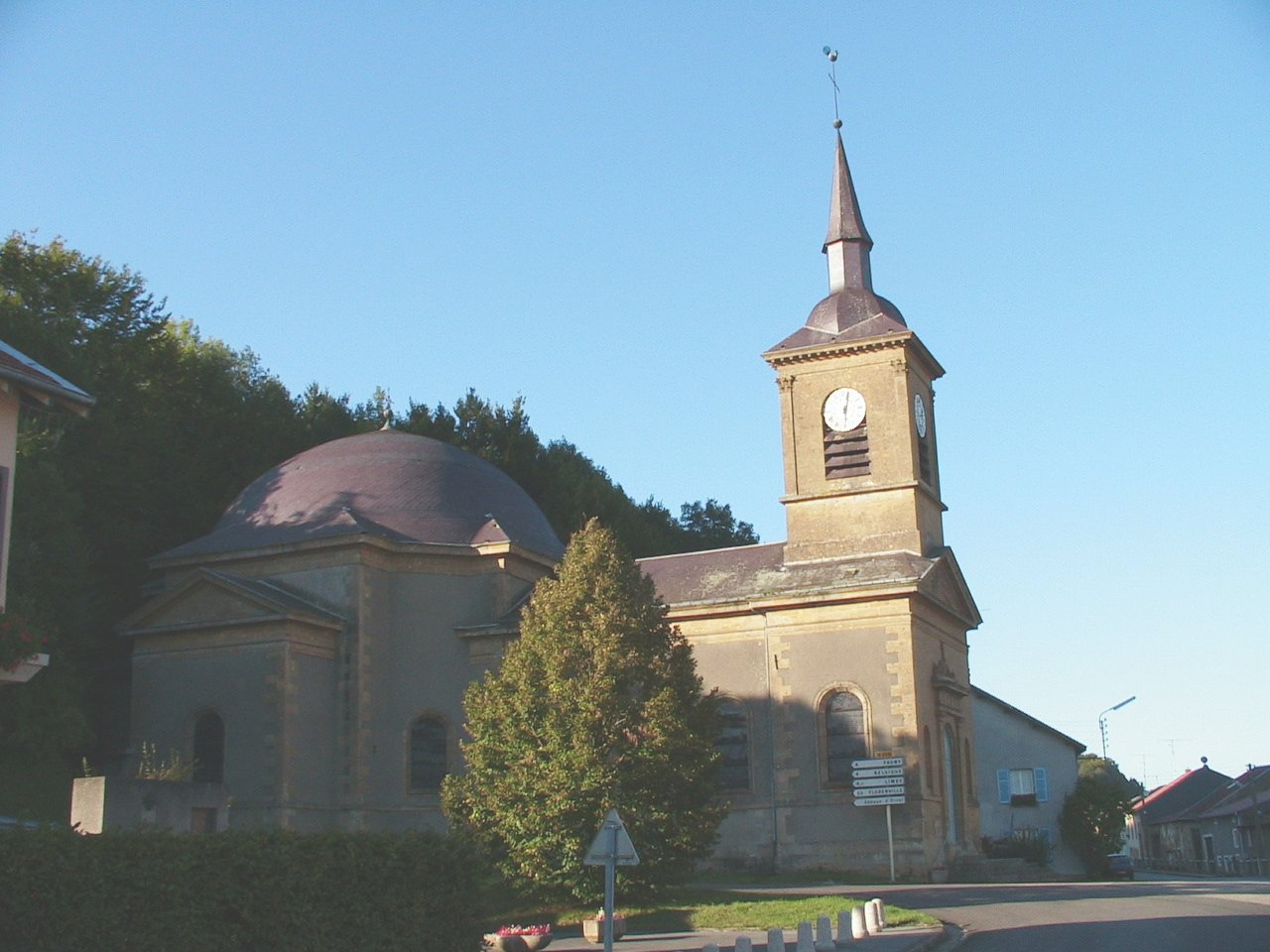
Kirche Saint-Rémi